# Nuevo Catálogo General Revisado
El Nuevo Catálogo General Revisado (en inglés Revised New General Catalogue o RNGC), es una revisión del Nuevo Catálogo General hecho por J. L. E. Dreyer. Algunas de las medidas de brillo de Dreyer, o las descripciones de los objetos astronómicos no eran precisas, he aquí el motivo de este nuevo trabajo. La mayoría de los programas de ordenador utilizan esta revisión como base de datos.

## Otros catálogos astronómicos
- Catálogo Índice
- Catálogo General
- Nuevo Catálogo General
- Catálogo Messier
- Catálogo de Galaxias Principales
- Catálogo General Upsala

- Datos: Q2467343